# Giải vô địch bóng chuyền nữ U-21 thế giới 2025
Giải vô địch bóng chuyền nữ U-21 thế giới 2025 là lần thứ 23 của Giải vô địch bóng chuyền nữ U-21 thế giới, dành cho các đội tuyển quốc gia nữ dưới 21 tuổi của các thành viên thuộc Liên đoàn bóng chuyền quốc tế (FIVB). Giải diễn ra ở thành phố Surabaya, Indonesia từ ngày 7 đến 17 tháng 8 năm 2025.
Từ lần này, giải đấu được mở rộng từ 16 lên 24 đội theo quyết định được FIVB thông qua vào tháng 6 năm 2023.

## Lựa chọn chủ nhà
Ngày 28 tháng 3 năm 2024, FIVB đã mở quy trình đấu thầu cho các liên đoàn quốc gia có quan tâm đến việc đăng cai một trong bốn Giải vô địch thế giới theo nhóm tuổi trong năm 2025 (bao gồm nam U-19, nữ U-19, nam U-21 và nữ U-21). 
Việc bày tỏ sự quan tâm của các liên đoàn phải được gửi đến FIVB trước 18:00 CEST (UTC+02:00) ngày 30 tháng 4 năm 2024.
Ngày 10 tháng 9 năm 2024, FIVB thông báo Indonesia đã được chọn làm chủ nhà Giải vô địch bóng chuyền nữ U-21 thế giới 2025.

## Các đội
Có 24 đội tuyển quốc gia giành quyền tham dự vòng chung kết. Cùng với chủ nhà và đương kim vô địch, 20 đội khác đã vượt qua vòng loại thông qua năm giải đấu châu lục, các giải đấu này phải diễn ra không muộn hơn ngày ngày 31 tháng 12 năm 2024. Hai đội còn lại giành quyền tham dự giải thông qua bảng xếp hạng bóng chuyền nữ U-21 thế giới FIVB (vào ngày 31 tháng 12 năm 2024).

### Vòng loại
Suất tham dự được phân bổ cho các liên đoàn châu lục như sau:
- Đương kim vô địch (Trung Quốc): 1
- AVC (châu Á và châu Đại Dương): 4
- CAVB (châu Phi): 3
- CEV (châu Âu): 6
- CSV (Nam Mỹ): 3
- NORCECA (Bắc, Trung Mỹ và Caribe): 4
- Chủ nhà: 1
- Các đội chưa vượt qua vòng loại có xếp hạng cao nhất trên bảng xếp hạng bóng chuyền nữ U-21 thế giới: 2

### Các đội giành quyền tham dự
24 đội dưới đây đã giành quyền tham dự giải đấu.
| Liên đoàn châu lục                | Giải đấu vòng loại                                                       | Các đội giành quyền tham dự | Lần tham dự | Lần tham dự | Lần tham dự | Thành tích tốt nhất                          |
| Liên đoàn châu lục                | Giải đấu vòng loại                                                       | Các đội giành quyền tham dự | Tổng số     | Đầu         | Cuối        | Thành tích tốt nhất                          |
| --------------------------------- | ------------------------------------------------------------------------ | --------------------------- | ----------- | ----------- | ----------- | -------------------------------------------- |
| AVC (châu Á và châu Đại Dương)    | Chủ nhà                                                                  | Indonesia                   | 1           | Lần đầu     | Lần đầu     | Không có                                     |
| AVC (châu Á và châu Đại Dương)    | Đương kim vô địch                                                        | Trung Quốc                  | 22          | 1977        | 2023        | Vô địch (1995, 2013, 2017, 2023)             |
| AVC (châu Á và châu Đại Dương)    | 2024 Asian Women's U20 Championship ( Giang Môn, 1–9 tháng 7)            | Hàn Quốc                    | 14          | 1977        | 2011        | Vô địch (1977, 1981)                         |
| AVC (châu Á và châu Đại Dương)    | 2024 Asian Women's U20 Championship ( Giang Môn, 1–9 tháng 7)            | Nhật Bản                    | 19          | 1977        | 2023        | Vô địch (2019)                               |
| AVC (châu Á và châu Đại Dương)    | 2024 Asian Women's U20 Championship ( Giang Môn, 1–9 tháng 7)            | Thái Lan                    | 8           | 1995        | 2023        | Hạng 8 (2007)                                |
| AVC (châu Á và châu Đại Dương)    | 2024 Asian Women's U20 Championship ( Giang Môn, 1–9 tháng 7)            | Việt Nam                    | 1           | Lần đầu     | Lần đầu     | Không có                                     |
| CAVB (châu Phi)                   | 2024 Women's U20 African Nations Championship ( Tunis, 24–30 tháng 8)    | Tunisia                     | 4           | 1995        | 2023        | Hạng 13 (1995)                               |
| CAVB (châu Phi)                   | 2024 Women's U20 African Nations Championship ( Tunis, 24–30 tháng 8)    | Ai Cập                      | 10          | 2005        | 2023        | Hạng 11 (2005)                               |
| CAVB (châu Phi)                   | 2024 Women's U20 African Nations Championship ( Tunis, 24–30 tháng 8)    | Algérie                     | 5           | 1993        | 2013        | Hạng 9 (2001)                                |
| CEV (châu Âu)                     | 2024 Women's U20 European Championship ( Sofia and Dublin, 5–17 tháng 8) | Thổ Nhĩ Kỳ                  | 12          | 1999        | 2023        | Hạng 4 (2017, 2019)                          |
| CEV (châu Âu)                     | 2024 Women's U20 European Championship ( Sofia and Dublin, 5–17 tháng 8) | Ý                           | 18          | 1985        | 2023        | Vô địch (2011, 2021)                         |
| CEV (châu Âu)                     | 2024 Women's U20 European Championship ( Sofia and Dublin, 5–17 tháng 8) | Ba Lan                      | 13          | 1991        | 2023        | Hạng 3 (2003)                                |
| CEV (châu Âu)                     | 2024 Women's U20 European Championship ( Sofia and Dublin, 5–17 tháng 8) | Bỉ                          | 3           | 2011        | 2021        | Hạng 8 (2011)                                |
| CEV (châu Âu)                     | 2024 Women's U20 European Championship ( Sofia and Dublin, 5–17 tháng 8) | Bulgaria                    | 8           | 1985        | 2017        | Hạng 4 (2009)                                |
| CEV (châu Âu)                     | 2024 Women's U20 European Championship ( Sofia and Dublin, 5–17 tháng 8) | Séc                         | 9           | 1985        | 2015        | Hạng 6 (1991, 1997)                          |
| CEV (châu Âu)                     | 2024 Women's U20 European Championship ( Sofia and Dublin, 5–17 tháng 8) | Croatia                     | 4           | 2001        | 2007        | Hạng 5 (2001)                                |
| CEV (châu Âu)                     | Women's U21 FIVB World Ranking                                           | Serbia                      | 11          | 1997        | 2023        | Á quân (2005, 2021)                          |
| CSV (Nam Mỹ)                      | 2024 Women's U21 South American Championship ( Osorno, 25–29 tháng 9)    | Brasil                      | 23          | 1977        | 2023        | Vô địch (1987, 1989, 2001, 2003, 2005, 2007) |
| CSV (Nam Mỹ)                      | 2024 Women's U21 South American Championship ( Osorno, 25–29 tháng 9)    | Argentina                   | 14          | 1977        | 2023        | Hạng 7 (2001)                                |
| CSV (Nam Mỹ)                      | 2024 Women's U21 South American Championship ( Osorno, 25–29 tháng 9)    | Chile                       | 1           | Lần đầu     | Lần đầu     | Không có                                     |
| NORCECA (Bắc, Trung Mỹ và Caribe) | 2024 Women's U21 NORCECA Championship ( Toronto, 25–30 tháng 6)          | Hoa Kỳ                      | 13          | 1977        | 2023        | Hạng 4 (2007, 2011)                          |
| NORCECA (Bắc, Trung Mỹ và Caribe) | 2024 Women's U21 NORCECA Championship ( Toronto, 25–30 tháng 6)          | Puerto Rico                 | 10          | 1981        | 2021        | Hạng 8 (2005)                                |
| NORCECA (Bắc, Trung Mỹ và Caribe) | 2024 Women's U21 NORCECA Championship ( Toronto, 25–30 tháng 6)          | Cộng hòa Dominica           | 14          | 1995        | 2023        | Vô địch (2015)                               |
| NORCECA (Bắc, Trung Mỹ và Caribe) | 2024 Women's U21 NORCECA Championship ( Toronto, 25–30 tháng 6)          | Canada                      | 6           | 1977        | 1999        | Hạng 7 (1977)                                |
| NORCECA (Bắc, Trung Mỹ và Caribe) | Women's U21 FIVB World Ranking                                           | México                      | 13          | 1977        | 2023        | Hạng 4 (1981)                                |

## Chia bảng

### Bốc thăm
Lễ bốc thăm chia bảng được tổ chức vào ngày 4 tháng 12 năm 2024 tại trụ sở FIVB ở Lausanne, Switzerland.
24 đội tham dự được chia thành bốn bảng, mỗi bảng sáu đội, thi đấu theo thể thức vòng tròn một lượt. Chủ nhà và đương kim vô địch được xếp vào hạt giống cao nhất. Các đội còn lại được xếp hạt giống dựa trên thứ hạng trên Bảng xếp hạng Thế giới FIVB.
Thứ hạng trên bảng xếp hạng bóng chuyền nữ U-21 thế giới của đội tính đến ngày 30 tháng 9 năm 2024 được ghi trong ngoặc đơn. Riêng chủ nhà Indonesia không được xếp hạng.
| - Indonesia (Chủ nhà, được chỉ định vào A1) - Trung Quốc (1), được chỉ định vào B1 - Ý (2), được chỉ định vào C1 - Brasil (3), được chỉ định vào D1 | - Nhật Bản (4), được chỉ định vào D2 - Thổ Nhĩ Kỳ (5), được chỉ định vào C2 - Hoa Kỳ (6), được chỉ định vào B2 - Argentina (7), được chỉ định vào A2 | - Serbia (8) - México (9) - Tunisia (10) - Ai Cập (11) | - Ba Lan (12) - Cộng hòa Dominica (13) - Thái Lan (14) - Puerto Rico (15) | - Hàn Quốc (17) - Chile (17) - Algérie (17) - Canada (21) | - Séc (25) - Việt Nam (25) - Bulgaria (28) - Croatia (31) |

Quá trình bốc thăm được tiến hành như sau:
- Đầu tiên, các đội từ nhóm 4 được bốc thăm và xếp vào hàng 6 của mỗi bảng, bắt đầu từ bảng D đến bảng A.
- Sau đó, các đội từ nhóm 3 được bốc thăm và xếp vào hàng 5 của mỗi bảng, bắt đầu từ bảng A đến bảng D.
- Sau đó, các đội từ nhóm 2 được bốc thăm và xếp vào hàng 4 của mỗi bảng, bắt đầu từ bảng D đến bảng A.
- Cuối cùng, các đội từ nhóm 1 được bốc thăm và xếp vào hàng 3 của mỗi bảng, bắt đầu từ bảng A đến bảng D.

Kết quả bốc thăm chia bảng:
| VT | Đội         |
| -- | ----------- |
| A1 | Indonesia   |
| A2 | Argentina   |
| A3 | Serbia      |
| A4 | Puerto Rico |
| A5 | Canada      |
| A6 | Việt Nam    |

| VT | Đội               |
| -- | ----------------- |
| B1 | Trung Quốc        |
| B2 | Hoa Kỳ            |
| B3 | México            |
| B4 | Cộng hòa Dominica |
| B5 | Hàn Quốc          |
| B6 | Croatia           |

| VT | Đội        |
| -- | ---------- |
| C1 | Ý          |
| C2 | Thổ Nhĩ Kỳ |
| C3 | Ai Cập     |
| C4 | Ba Lan     |
| C5 | Algérie    |
| C6 | Séc        |

| VT | Đội      |
| -- | -------- |
| D1 | Brasil   |
| D2 | Nhật Bản |
| D3 | Tunisia  |
| D4 | Thái Lan |
| D5 | Chile    |
| D6 | Bulgaria |

## Định dạng
Theo thể thức mới, bốn đội đứng đầu mỗi bảng sẽ giành quyền vào vòng 16 đội, trong khi hai đội cuối bảng sẽ tham gia vòng play-off để xác định thứ hạng từ 17 đến 24. 

## Địa điểm
| Surabaya, Indonesia | Surabaya, Indonesia | Surabaya, Indonesia     |
| ------------------- | ------------------- | ----------------------- |
| Jawa Pos Arena      | Gelora Pancasila    | Samator Volleyball Hall |
| Sức chứa: 5,000     | Sức chứa: —         | Sức chứa: —             |
|                     |                     |                         |

## Vòng bảng
- Tất cả thời gian theo Giờ miền Tây Indonesia (UTC+07:00)

### Bảng A
| VT | Đội           | Tr | T | B | Đ  | ST | SB | TSS    | ĐT  | ĐB  | TSĐ   | Giành quyền tham dự |
| -- | ------------- | -- | - | - | -- | -- | -- | ------ | --- | --- | ----- | ------------------- |
| 1  | Argentina     | 5  | 5 | 0 | 15 | 15 | 1  | 15,000 | 395 | 271 | 1,458 | Vòng 16 đội         |
| 2  | Serbia        | 5  | 4 | 1 | 11 | 13 | 6  | 2,167  | 439 | 343 | 1,280 | Vòng 16 đội         |
| 3  | Indonesia (H) | 5  | 2 | 3 | 8  | 10 | 10 | 1,000  | 457 | 379 | 1,206 | Vòng 16 đội         |
| 4  | Puerto Rico   | 5  | 2 | 3 | 5  | 7  | 12 | 0,583  | 405 | 453 | 0,894 | Vòng 16 đội         |
| 5  | Canada        | 5  | 1 | 4 | 3  | 6  | 12 | 0,500  | 400 | 363 | 1,102 | Phân hạng 17-24     |
| 6  | Việt Nam      | 5  | 1 | 4 | 3  | 3  | 13 | 0,231  | 98  | 385 | 0,255 | Phân hạng 17-24     |

1. ↑  Theo FIVB, một vận động viên Việt Nam không đủ điều kiện thi đấu và bị loại khỏi giải đấu. Ngoài ra, Tiểu ban Kỷ luật FIVB đã hủy kết quả các trận đấu mà vận động viên đó tham gia. Sau giải đấu, Hội đồng Kỷ luật FIVB sẽ đánh giá vụ việc và có thể đưa ra án phạt bổ sung.[9]

| Ngày       | Giờ   |             | Tỷ số |             | Set 1 | Set 2 | Set 3 | Set 4 | Set 5 | Tổng    | Nguồn     |
| ---------- | ----- | ----------- | ----- | ----------- | ----- | ----- | ----- | ----- | ----- | ------- | --------- |
| 7 tháng 8  | 10:00 | Argentina   | 3–0   | Canada      | 25–19 | 26–24 | 25–15 |       |       | 76–58   | P2 Report |
| 7 tháng 8  | 13:00 | Serbia      | 3–0   | Puerto Rico | 25–18 | 25–17 | 25–19 |       |       | 75–54   | P2 Report |
| 7 tháng 8  | 19:00 | Indonesia   | 3–0   | Việt Nam    | 25–0  | 25–0  | 25–0  |       |       | 75–0    | P2 Report |
| 8 tháng 8  | 09:00 | Argentina   | 3–0   | Puerto Rico | 25–23 | 25–23 | 25–21 |       |       | 75–67   | P2 Report |
| 8 tháng 8  | 14:00 | Serbia      | 3–0   | Việt Nam    | 25–0  | 25–0  | 25–0  |       |       | 75–0    | P2 Report |
| 8 tháng 8  | 20:00 | Indonesia   | 3–1   | Canada      | 28–26 | 25–18 | 18–25 | 25–21 |       | 96–90   | P2 Report |
| 9 tháng 8  | 10:00 | Argentina   | 3–1   | Serbia      | 25–18 | 25–21 | 19–25 | 25–19 |       | 94–83   | P2 Report |
| 9 tháng 8  | 13:00 | Canada      | 3–0   | Việt Nam    | 25–0  | 25–0  | 25–0  |       |       | 75–0    | P2 Report |
| 9 tháng 8  | 19:00 | Indonesia   | 2–3   | Puerto Rico | 25–17 | 26–28 | 25–15 | 23–25 | 15–17 | 114–102 | P2 Report |
| 11 tháng 8 | 10:00 | Argentina   | 3–0   | Việt Nam    | 25–0  | 25–0  | 25–0  |       |       | 75–0    | P2 Report |
| 11 tháng 8 | 13:00 | Puerto Rico | 3–1   | Canada      | 25–20 | 28–26 | 19–25 | 25–20 |       | 97–91   | P2 Report |
| 11 tháng 8 | 19:00 | Indonesia   | 2–3   | Serbia      | 21–25 | 27–25 | 23–25 | 25–22 | 13–15 | 109–112 | P2 Report |
| 12 tháng 8 | 10:00 | Serbia      | 3–1   | Canada      | 25–22 | 25–22 | 19–25 | 25–17 |       | 94–86   | P2 Report |
| 12 tháng 8 | 13:00 | Puerto Rico | 1–3   | Việt Nam    | 17–25 | 21–25 | 25–23 | 22–25 |       | 85–98   | P2 Report |
| 12 tháng 8 | 19:00 | Indonesia   | 0–3   | Argentina   | 23–25 | 18–25 | 22–25 |       |       | 63–75   | P2 Report |

### Bảng B
| VT | Đội               | Tr | T | B | Đ  | ST | SB | TSS    | ĐT  | ĐB  | TSĐ   | Giành quyền tham dự |
| -- | ----------------- | -- | - | - | -- | -- | -- | ------ | --- | --- | ----- | ------------------- |
| 1  | Trung Quốc        | 5  | 5 | 0 | 15 | 15 | 1  | 15,000 | 403 | 283 | 1,424 | Vòng 16 đội         |
| 2  | Hoa Kỳ            | 5  | 4 | 1 | 12 | 12 | 4  | 3,000  | 379 | 306 | 1,239 | Vòng 16 đội         |
| 3  | Hàn Quốc          | 5  | 3 | 2 | 8  | 10 | 8  | 1,250  | 380 | 375 | 1,013 | Vòng 16 đội         |
| 4  | Croatia           | 5  | 2 | 3 | 7  | 9  | 9  | 1,000  | 406 | 372 | 1,091 | Vòng 16 đội         |
| 5  | Cộng hòa Dominica | 5  | 1 | 4 | 3  | 3  | 13 | 0,231  | 279 | 390 | 0,715 | Phân hạng 17-24     |
| 6  | México            | 5  | 0 | 5 | 0  | 1  | 15 | 0,067  | 271 | 392 | 0,691 | Phân hạng 17-24     |

| Ngày       | Giờ   |                   | Tỷ số |                   | Set 1 | Set 2 | Set 3 | Set 4 | Set 5 | Tổng   | Nguồn     |
| ---------- | ----- | ----------------- | ----- | ----------------- | ----- | ----- | ----- | ----- | ----- | ------ | --------- |
| 7 tháng 8  | 10:00 | Trung Quốc        | 3–1   | Croatia           | 23–25 | 25–23 | 27–25 | 25–21 |       | 100–94 | P2 Report |
| 7 tháng 8  | 13:00 | Hoa Kỳ            | 3–1   | Hàn Quốc          | 25–17 | 25–19 | 19–25 | 25–20 |       | 94–81  | P2 Report |
| 7 tháng 8  | 16:00 | México            | 1–3   | Cộng hòa Dominica | 25–27 | 25–15 | 19–25 | 15–25 |       | 84–92  | P2 Report |
| 8 tháng 8  | 09:00 | Trung Quốc        | 3–0   | Hàn Quốc          | 25–21 | 25–20 | 25–17 |       |       | 75–58  | P2 Report |
| 8 tháng 8  | 14:00 | Hoa Kỳ            | 3–0   | Cộng hòa Dominica | 25–15 | 25–16 | 25–11 |       |       | 75–42  | P2 Report |
| 8 tháng 8  | 17:00 | México            | 0–3   | Croatia           | 13–25 | 14–25 | 16–25 |       |       | 43–75  | P2 Report |
| 9 tháng 8  | 10:00 | Trung Quốc        | 3–0   | Cộng hòa Dominica | 25–11 | 25–15 | 25–11 |       |       | 75–37  | P2 Report |
| 9 tháng 8  | 13:00 | Hoa Kỳ            | 3–0   | México            | 25–19 | 25–11 | 25–18 |       |       | 75–48  | P2 Report |
| 9 tháng 8  | 16:00 | Hàn Quốc          | 3–2   | Croatia           | 10–25 | 25–21 | 16–25 | 25–17 | 15–11 | 91–99  | P2 Report |
| 11 tháng 8 | 10:00 | Trung Quốc        | 3–0   | México            | 25–16 | 25–10 | 25–10 |       |       | 75–36  | P2 Report |
| 11 tháng 8 | 13:00 | Hoa Kỳ            | 3–0   | Croatia           | 27–25 | 25–17 | 25–15 |       |       | 77–57  | P2 Report |
| 11 tháng 8 | 16:00 | Cộng hòa Dominica | 0–3   | Hàn Quốc          | 12–25 | 20–25 | 15–25 |       |       | 47–75  | P2 Report |
| 12 tháng 8 | 10:00 | Trung Quốc        | 3–0   | Hoa Kỳ            | 25–20 | 25–12 | 28–26 |       |       | 78–58  | P2 Report |
| 12 tháng 8 | 13:00 | México            | 0–3   | Hàn Quốc          | 20–25 | 22–25 | 18–25 |       |       | 60–75  | P2 Report |
| 12 tháng 8 | 16:00 | Cộng hòa Dominica | 0–3   | Croatia           | 29–31 | 21–25 | 11–25 |       |       | 61–81  | P2 Report |

### Bảng C
| VT | Đội        | Tr | T | B | Đ  | ST | SB | TSS   | ĐT  | ĐB  | TSĐ   | Giành quyền tham dự |
| -- | ---------- | -- | - | - | -- | -- | -- | ----- | --- | --- | ----- | ------------------- |
| 1  | Ba Lan     | 5  | 4 | 1 | 13 | 14 | 3  | 4,667 | 394 | 315 | 1,251 | Vòng 16 đội         |
| 2  | Ý          | 5  | 4 | 1 | 12 | 14 | 5  | 2,800 | 434 | 343 | 1,265 | Vòng 16 đội         |
| 3  | Thổ Nhĩ Kỳ | 5  | 3 | 2 | 9  | 11 | 8  | 1,375 | 422 | 364 | 1,159 | Vòng 16 đội         |
| 4  | Séc        | 5  | 3 | 2 | 8  | 9  | 8  | 1,125 | 354 | 355 | 0,997 | Vòng 16 đội         |
| 5  | Ai Cập     | 5  | 1 | 4 | 3  | 3  | 12 | 0,250 | 269 | 357 | 0,754 | Phân hạng 17-24     |
| 6  | Algérie    | 5  | 0 | 5 | 0  | 0  | 15 | 0,000 | 236 | 375 | 0,629 | Phân hạng 17-24     |

| Ngày       | Giờ   |            | Tỷ số |            | Set 1 | Set 2 | Set 3 | Set 4 | Set 5 | Tổng    | Nguồn     |
| ---------- | ----- | ---------- | ----- | ---------- | ----- | ----- | ----- | ----- | ----- | ------- | --------- |
| 7 tháng 8  | 10:00 | Ý          | 3–0   | Séc        | 25–20 | 25–15 | 25–18 |       |       | 75–53   | P2 Report |
| 7 tháng 8  | 13:00 | Thổ Nhĩ Kỳ | 3–0   | Algérie    | 25–12 | 25–11 | 25–14 |       |       | 75–37   | P2 Report |
| 7 tháng 8  | 16:00 | Ai Cập     | 0–3   | Ba Lan     | 15–25 | 16–25 | 23–25 |       |       | 54–75   | P2 Report |
| 8 tháng 8  | 09:00 | Ý          | 3–0   | Algérie    | 25–18 | 25–11 | 25–16 |       |       | 75–45   | P2 Report |
| 8 tháng 8  | 14:00 | Thổ Nhĩ Kỳ | 0–3   | Ba Lan     | 19–25 | 24–26 | 21–25 |       |       | 64–76   | P2 Report |
| 8 tháng 8  | 17:00 | Ai Cập     | 0–3   | Séc        | 23–25 | 19–25 | 12–25 |       |       | 54–75   | P2 Report |
| 9 tháng 8  | 10:00 | Ý          | 3–2   | Ba Lan     | 25–23 | 25–16 | 21–25 | 19–25 | 15–4  | 105–93  | P2 Report |
| 9 tháng 8  | 13:00 | Thổ Nhĩ Kỳ | 3–0   | Ai Cập     | 25–14 | 25–10 | 25–14 |       |       | 75–38   | P2 Report |
| 9 tháng 8  | 16:00 | Algérie    | 0–3   | Séc        | 22–25 | 11–25 | 14–25 |       |       | 47–75   | P2 Report |
| 11 tháng 8 | 10:00 | Ý          | 3–0   | Ai Cập     | 25–17 | 25–13 | 25–18 |       |       | 75–48   | P2 Report |
| 11 tháng 8 | 13:00 | Thổ Nhĩ Kỳ | 2–3   | Séc        | 22–25 | 24–26 | 25–21 | 25–22 | 8–15  | 104–109 | P2 Report |
| 11 tháng 8 | 16:00 | Ba Lan     | 3–0   | Algérie    | 25–20 | 25–17 | 25–13 |       |       | 75–50   | P2 Report |
| 12 tháng 8 | 10:00 | Ý          | 2–3   | Thổ Nhĩ Kỳ | 25–21 | 20–25 | 23–25 | 25–18 | 11–15 | 104–104 | P2 Report |
| 12 tháng 8 | 13:00 | Ai Cập     | 3–0   | Algérie    | 25–22 | 25–17 | 25–18 |       |       | 75–57   | P2 Report |
| 12 tháng 8 | 16:00 | Ba Lan     | 3–0   | Séc        | 25–13 | 25–9  | 25–20 |       |       | 75–42   | P2 Report |

### Bảng D
| VT | Đội      | Tr | T | B | Đ  | ST | SB | TSS   | ĐT  | ĐB  | TSĐ   | Giành quyền tham dự |
| -- | -------- | -- | - | - | -- | -- | -- | ----- | --- | --- | ----- | ------------------- |
| 1  | Nhật Bản | 5  | 5 | 0 | 15 | 15 | 2  | 7,500 | 420 | 300 | 1,400 | Vòng 16 đội         |
| 2  | Brasil   | 5  | 4 | 1 | 12 | 13 | 3  | 4,333 | 387 | 272 | 1,423 | Vòng 16 đội         |
| 3  | Bulgaria | 5  | 2 | 3 | 7  | 8  | 9  | 0,889 | 346 | 376 | 0,920 | Vòng 16 đội         |
| 4  | Thái Lan | 5  | 2 | 3 | 6  | 6  | 9  | 0,667 | 306 | 337 | 0,908 | Vòng 16 đội         |
| 5  | Chile    | 5  | 2 | 3 | 5  | 7  | 12 | 0,583 | 373 | 424 | 0,880 | Phân hạng 17-24     |
| 6  | Tunisia  | 5  | 0 | 5 | 0  | 1  | 15 | 0,067 | 270 | 393 | 0,687 | Phân hạng 17-24     |

| Ngày       | Giờ   |          | Tỷ số |          | Set 1 | Set 2 | Set 3 | Set 4 | Set 5 | Tổng   | Nguồn     |
| ---------- | ----- | -------- | ----- | -------- | ----- | ----- | ----- | ----- | ----- | ------ | --------- |
| 7 tháng 8  | 16:00 | Brasil   | 3–0   | Bulgaria | 25–12 | 25–18 | 25–19 |       |       | 75–49  | P2 Report |
| 7 tháng 8  | 19:00 | Tunisia  | 0–3   | Thái Lan | 20–25 | 15–25 | 23–25 |       |       | 58–75  | P2 Report |
| 7 tháng 8  | 19:00 | Nhật Bản | 3–1   | Chile    | 25–15 | 21–25 | 25–16 | 25–10 |       | 96–66  | P2 Report |
| 8 tháng 8  | 17:00 | Nhật Bản | 3–0   | Thái Lan | 25–15 | 25–18 | 25–17 |       |       | 75–50  | P2 Report |
| 8 tháng 8  | 20:00 | Brasil   | 3–0   | Chile    | 25–19 | 25–14 | 25–21 |       |       | 75–54  | P2 Report |
| 8 tháng 8  | 20:00 | Tunisia  | 0–3   | Bulgaria | 20–25 | 12–25 | 20–25 |       |       | 52–75  | P2 Report |
| 9 tháng 8  | 16:00 | Nhật Bản | 3–0   | Tunisia  | 25–18 | 25–13 | 25–18 |       |       | 75–49  | P2 Report |
| 9 tháng 8  | 19:00 | Chile    | 3–2   | Bulgaria | 26–24 | 19–25 | 22–25 | 25–14 | 15–10 | 107–98 | P2 Report |
| 9 tháng 8  | 19:00 | Brasil   | 3–0   | Thái Lan | 25–13 | 25–12 | 25–14 |       |       | 75–39  | P2 Report |
| 11 tháng 8 | 16:00 | Thái Lan | 3–0   | Chile    | 25–22 | 25–16 | 25–15 |       |       | 75–53  | P2 Report |
| 11 tháng 8 | 19:00 | Brasil   | 3–0   | Tunisia  | 25–12 | 25–11 | 25–8  |       |       | 75–31  | P2 Report |
| 11 tháng 8 | 19:00 | Nhật Bản | 3–0   | Bulgaria | 25–19 | 25–17 | 25–12 |       |       | 75–48  | P2 Report |
| 12 tháng 8 | 16:00 | Thái Lan | 0–3   | Bulgaria | 20–25 | 24–26 | 23–25 |       |       | 67–76  | P2 Report |
| 12 tháng 8 | 19:00 | Brasil   | 1–3   | Nhật Bản | 26–24 | 17–25 | 22–25 | 22–25 |       | 87–99  | P2 Report |
| 12 tháng 8 | 19:00 | Tunisia  | 1–3   | Chile    | 20–25 | 25–18 | 21–25 | 14–25 |       | 80–93  | P2 Report |

## Vòng chung kết
- Tất cả thời gian theo Giờ miền Tây Indonesia (UTC+07:00)

### Hạng 17–24
|  |               |               |               |            |            |                 |                 |                   |                   |            |                 |                 |                   |                   |            |                 |                 |                 |  |  |                   |                   |               |
|  | Tranh hạng 21 | Tranh hạng 21 | Tranh hạng 21 |            |            | Phân hạng 21–24 | Phân hạng 21–24 | Phân hạng 21–24   |                   |            | Phân hạng 17–24 | Phân hạng 17–24 | Phân hạng 17–24   |                   |            | Phân hạng 17–20 | Phân hạng 17–20 | Phân hạng 17–20 |  |  | Tranh hạng 17     | Tranh hạng 17     | Tranh hạng 17 |
|  | Tranh hạng 21 | Tranh hạng 21 | Tranh hạng 21 |            |            | Phân hạng 21–24 | Phân hạng 21–24 | Phân hạng 21–24   |                   |            | Phân hạng 17–24 | Phân hạng 17–24 | Phân hạng 17–24   |                   |            | Phân hạng 17–20 | Phân hạng 17–20 | Phân hạng 17–20 |  |  | Tranh hạng 17     | Tranh hạng 17     | Tranh hạng 17 |
|  |               |               |               |            |            |                 |                 |                   |                   |            | 13 tháng 8      |                 |                   |                   |            |                 |                 |                 |  |  |                   |                   |               |
|  |               |               |               |            |            |                 |                 |                   |                   |            |                 |                 |                   |                   |            |                 |                 |                 |  |  |                   |                   |               |
|  |               |               |               |            | Canada     | Canada          | 3               |                   |                   |            |                 |                 |                   |                   |            |                 |                 |                 |  |  |                   |                   |               |
|  |               |               |               |            | Canada     | Canada          | 3               |                   |                   |            |                 |                 |                   |                   |            |                 |                 |                 |  |  |                   |                   |               |
|  |               |               | 15 tháng 8    | 15 tháng 8 | 15 tháng 8 |                 |                 | Algérie           | Algérie           | 0          |                 |                 | 15 tháng 8        | 15 tháng 8        | 15 tháng 8 |                 |                 |                 |  |  |                   |                   |               |
|  |               |               | 15 tháng 8    | 15 tháng 8 | 15 tháng 8 |                 |                 | Algérie           | Algérie           | 0          |                 |                 | 15 tháng 8        | 15 tháng 8        | 15 tháng 8 |                 |                 |                 |  |  |                   |                   |               |
|  |               |               | Algérie       | Algérie    | 0          |                 |                 |                   |                   |            |                 |                 | Canada            | Canada            | 3          |                 |                 |                 |  |  |                   |                   |               |
|  |               |               |               | Algérie    | 0          |                 |                 |                   |                   |            |                 |                 | Canada            | Canada            | 3          |                 |                 |                 |  |  |                   |                   |               |
|  |               |               | Tunisia       | Tunisia    | 3          |                 |                 | 13 tháng 8        | 13 tháng 8        | 13 tháng 8 |                 |                 | Cộng hòa Dominica | Cộng hòa Dominica | 0          |                 |                 |                 |  |  |                   |                   |               |
|  |               |               |               | Tunisia    | 3          |                 |                 | 13 tháng 8        | 13 tháng 8        | 13 tháng 8 |                 |                 | Cộng hòa Dominica | Cộng hòa Dominica | 0          |                 |                 |                 |  |  |                   |                   |               |
|  |               |               |               |            |            |                 |                 | Cộng hòa Dominica | Cộng hòa Dominica | 3          |                 |                 |                   |                   |            |                 |                 |                 |  |  |                   |                   |               |
|  |               |               |               |            |            |                 |                 | Cộng hòa Dominica | Cộng hòa Dominica | 3          |                 |                 |                   |                   |            |                 |                 |                 |  |  |                   |                   |               |
|  | 16 tháng 8    | 16 tháng 8    | 16 tháng 8    |            |            |                 |                 | Tunisia           | Tunisia           | 0          |                 |                 |                   |                   | 16 tháng 8 | 16 tháng 8      | 16 tháng 8      |                 |  |  |                   |                   |               |
|  | 16 tháng 8    | 16 tháng 8    | 16 tháng 8    |            |            |                 |                 |                   | Tunisia           | 0          |                 |                 |                   |                   | 16 tháng 8 | 16 tháng 8      | 16 tháng 8      |                 |  |  |                   |                   |               |
|  | Tunisia       | Tunisia       |               |            |            |                 |                 |                   |                   |            |                 |                 |                   |                   | Canada     | Canada          |                 |                 |  |  |                   |                   |               |
|  | Tunisia       | Tunisia       |               |            |            |                 |                 |                   |                   |            |                 |                 |                   |                   | Canada     | Canada          |                 |                 |  |  |                   |                   |               |
|  | Ai Cập        | Ai Cập        |               |            |            |                 |                 | 13 tháng 8        | 13 tháng 8        | 13 tháng 8 |                 |                 |                   |                   | Chile      | Chile           |                 |                 |  |  |                   |                   |               |
|  | Ai Cập        | Ai Cập        |               |            |            |                 |                 | 13 tháng 8        | 13 tháng 8        | 13 tháng 8 |                 |                 |                   |                   | Chile      | Chile           |                 |                 |  |  |                   |                   |               |
|  |               |               |               |            |            |                 |                 | Ai Cập            | Ai Cập            | 1          |                 |                 |                   |                   |            |                 |                 |                 |  |  |                   |                   |               |
|  |               |               |               |            |            |                 |                 | Ai Cập            | Ai Cập            | 1          |                 |                 |                   |                   |            |                 |                 |                 |  |  |                   |                   |               |
|  |               |               | 15 tháng 8    | 15 tháng 8 | 15 tháng 8 |                 |                 | Việt Nam          | Việt Nam          | 3          |                 |                 | 15 tháng 8        | 15 tháng 8        | 15 tháng 8 |                 |                 |                 |  |  |                   |                   |               |
|  |               |               | 15 tháng 8    | 15 tháng 8 | 15 tháng 8 |                 |                 | Việt Nam          | Việt Nam          | 3          |                 |                 | 15 tháng 8        | 15 tháng 8        | 15 tháng 8 |                 |                 |                 |  |  |                   |                   |               |
|  | Tranh hạng 23 | Tranh hạng 23 | Tranh hạng 23 |            |            | Ai Cập          | Ai Cập          | 3                 |                   |            |                 |                 |                   |                   |            | Việt Nam        | Việt Nam        | 1               |  |  | Tranh hạng 19     | Tranh hạng 19     | Tranh hạng 19 |
|  | Tranh hạng 23 | Tranh hạng 23 | Tranh hạng 23 |            |            | Ai Cập          | Ai Cập          | 3                 |                   |            |                 |                 |                   |                   |            | Việt Nam        | Việt Nam        | 1               |  |  | Tranh hạng 19     | Tranh hạng 19     | Tranh hạng 19 |
|  | 16 tháng 8    | 16 tháng 8    | 16 tháng 8    |            |            | México          | México          | 0                 |                   |            | 13 tháng 8      | 13 tháng 8      | 13 tháng 8        |                   |            | Chile           | Chile           | 3               |  |  | 16 tháng 8        | 16 tháng 8        | 16 tháng 8    |
|  | 16 tháng 8    | 16 tháng 8    | 16 tháng 8    |            |            | México          | México          | 0                 |                   |            | 13 tháng 8      | 13 tháng 8      | 13 tháng 8        |                   |            | Chile           | Chile           | 3               |  |  | 16 tháng 8        | 16 tháng 8        | 16 tháng 8    |
|  | Algérie       | Algérie       |               |            |            |                 |                 |                   |                   |            | Chile           | Chile           | 3                 |                   |            |                 |                 |                 |  |  | Cộng hòa Dominica | Cộng hòa Dominica |               |
|  | Algérie       | Algérie       |               |            |            |                 |                 |                   |                   |            | Chile           | Chile           | 3                 |                   |            |                 |                 |                 |  |  | Cộng hòa Dominica | Cộng hòa Dominica |               |
|  | México        | México        |               |            |            |                 |                 | México            | México            | 0          |                 |                 |                   |                   | Việt Nam   | Việt Nam        |                 |                 |  |  |                   |                   |               |
|  | México        | México        |               |            |            |                 |                 | México            | México            | 0          |                 |                 |                   |                   | Việt Nam   | Việt Nam        |                 |                 |  |  |                   |                   |               |

#### Phân hạng 17–24
| Ngày       | Giờ   |                   | Tỷ số |          | Set 1 | Set 2 | Set 3 | Set 4 | Set 5 | Tổng  | Nguồn     |
| ---------- | ----- | ----------------- | ----- | -------- | ----- | ----- | ----- | ----- | ----- | ----- | --------- |
| 13 tháng 8 | 10:00 | Canada            | 3–0   | Algérie  | 25–18 | 25–11 | 25–18 |       |       | 75–47 | P2 Report |
| 13 tháng 8 | 13:00 | Ai Cập            | 1–3   | Việt Nam | 16–25 | 24–26 | 25–22 | 20–25 |       | 85–98 | P2 Report |
| 13 tháng 8 | 16:00 | Cộng hòa Dominica | 3–0   | Tunisia  | 25–21 | 25–22 | 25–17 |       |       | 75–60 | P2 Report |
| 13 tháng 8 | 19:00 | Chile             | 3–0   | México   | 25–19 | 25–14 | 25–21 |       |       | 75–54 | P2 Report |

#### Phân hạng 21–24
| Ngày       | Giờ   |         | Tỷ số |         | Set 1 | Set 2  | Set 3 | Set 4 | Set 5 | Tổng  | Nguồn     |
| ---------- | ----- | ------- | ----- | ------- | ----- | ------ | ----- | ----- | ----- | ----- | --------- |
| 15 tháng 8 | 09:00 | Algérie | 0–3   | Tunisia | 24–26 | 11–25  | 11–25 |       |       | 46–76 | P2 Report |
| 15 tháng 8 | 14:00 | Ai Cập  | 3–0   | Ai Cập  | 3–0   | México | 25–22 | 25–13 | 25–16 | 78–51 | P2 Report |

#### Phân hạng 17–20
| Ngày       | Giờ   |          | Tỷ số |                   | Set 1 | Set 2 | Set 3 | Set 4 | Set 5 | Tổng  | Nguồn  |
| ---------- | ----- | -------- | ----- | ----------------- | ----- | ----- | ----- | ----- | ----- | ----- | ------ |
| 15 tháng 8 | 17:00 | Canada   | 3–0   | Cộng hòa Dominica | 25–20 | 25–23 | 25–23 |       |       | 75–66 | Report |
| 15 tháng 8 | 20:00 | Việt Nam | 1–3   | Chile             | 17–25 | 15–25 | 25–17 | 20–25 |       | 77–92 | Report |

#### Tranh hạng 23
| Ngày       | Giờ   |         | Tỷ số |        | Set 1 | Set 2 | Set 3 | Set 4 | Set 5 | Tổng | Nguồn  |
| ---------- | ----- | ------- | ----- | ------ | ----- | ----- | ----- | ----- | ----- | ---- | ------ |
| 16 tháng 8 | 10:00 | Algérie | –     | México | –     | –     | –     |       |       | 0–0  | Report |

#### Tranh hạng 21
| Ngày       | Giờ   |         | Tỷ số |        | Set 1 | Set 2 | Set 3 | Set 4 | Set 5 | Tổng | Nguồn  |
| ---------- | ----- | ------- | ----- | ------ | ----- | ----- | ----- | ----- | ----- | ---- | ------ |
| 16 tháng 8 | 13:00 | Tunisia | –     | Ai Cập | –     | –     | –     |       |       | 0–0  | Report |

#### Tranh hạng 19
| Ngày       | Giờ   |                   | Tỷ số |          | Set 1 | Set 2 | Set 3 | Set 4 | Set 5 | Tổng | Nguồn  |
| ---------- | ----- | ----------------- | ----- | -------- | ----- | ----- | ----- | ----- | ----- | ---- | ------ |
| 16 tháng 8 | 16:00 | Cộng hòa Dominica | –     | Việt Nam | –     | –     | –     |       |       | 0–0  | Report |

#### Tranh hạng 17
| Ngày       | Giờ   |        | Tỷ số |       | Set 1 | Set 2 | Set 3 | Set 4 | Set 5 | Tổng | Nguồn  |
| ---------- | ----- | ------ | ----- | ----- | ----- | ----- | ----- | ----- | ----- | ---- | ------ |
| 16 tháng 8 | 19:00 | Canada | –     | Chile | –     | –     | –     |       |       | 0–0  | Report |

### Hạng 1–16
|  |               |               |               |             |            |                 |                 |                 |            |            |                |                |                |            |            |             |             |             |              |              |              |            |            |               |               |               |              |            |              |              |              |           |           |
|  | Tranh hạng 9  | Tranh hạng 9  | Tranh hạng 9  |             |            | Phân hạng 9–12  | Phân hạng 9–12  | Phân hạng 9–12  |            |            | Phân hạng 9–16 | Phân hạng 9–16 | Phân hạng 9–16 |            |            | Vòng 16 đội | Vòng 16 đội | Vòng 16 đội |              |              | Tứ kết       | Tứ kết     | Tứ kết     |               |               | Bán kết       | Bán kết      | Bán kết    |              |              | Chung kết    | Chung kết | Chung kết |
|  | Tranh hạng 9  | Tranh hạng 9  | Tranh hạng 9  |             |            | Phân hạng 9–12  | Phân hạng 9–12  | Phân hạng 9–12  |            |            | Phân hạng 9–16 | Phân hạng 9–16 | Phân hạng 9–16 |            |            | Vòng 16 đội | Vòng 16 đội | Vòng 16 đội |              |              | Tứ kết       | Tứ kết     | Tứ kết     |               |               | Bán kết       | Bán kết      | Bán kết    |              |              | Chung kết    | Chung kết | Chung kết |
|  |               |               |               |             |            |                 |                 |                 |            |            |                |                |                |            |            | 13 tháng 8  |             |             |              |              |              |            |            |               |               |               |              |            |              |              |              |           |           |
|  |               |               |               |             |            |                 |                 |                 |            |            |                |                |                |            |            |             |             |             |              |              |              |            |            |               |               |               |              |            |              |              |              |           |           |
|  |               |               |               |             |            |                 | Argentina       | Argentina       | 3          |            |                |                |                |            |            |             |             |             |              |              |              |            |            |               |               |               |              |            |              |              |              |           |           |
|  |               |               |               |             | 15 tháng 8 | 15 tháng 8      | 15 tháng 8      | Argentina       | 3          |            |                |                |                | 15 tháng 8 | 15 tháng 8 | 15 tháng 8  |             |             |              |              |              |            |            |               |               |               |              |            |              |              |              |           |           |
|  |               |               |               |             | 15 tháng 8 | 15 tháng 8      | 15 tháng 8      |                 |            | Séc        | Séc            | 0              |                | 15 tháng 8 | 15 tháng 8 | 15 tháng 8  |             |             |              |              |              |            |            |               |               |               |              |            |              |              |              |           |           |
|  |               |               |               |             | Séc        | Séc             | 3               |                 |            | Séc        | Séc            | 0              |                |            | Argentina  | Argentina   | 0           |             |              |              |              |            |            |               |               |               |              |            |              |              |              |           |           |
|  |               |               |               |             | Séc        | Séc             | 3               |                 |            |            |                |                | 13 tháng 8     |            | Argentina  | Argentina   | 0           |             |              |              |              |            |            |               |               |               |              |            |              |              |              |           |           |
|  |               |               | Hàn Quốc      | Hàn Quốc    | 1          |                 |                 |                 |            | Brasil     | Brasil         | 3              |                |            |            |             |             |             |              |              |              |            |            |               |               |               |              |            |              |              |              |           |           |
|  |               |               |               | Hàn Quốc    | 1          |                 |                 |                 |            |            | Brasil         | 3              |                |            |            |             | Brasil      | Brasil      | 3            |              |              |            |            |               |               |               |              |            |              |              |              |           |           |
|  |               |               | 16 tháng 8    | 16 tháng 8  | 16 tháng 8 |                 |                 |                 |            |            |                |                |                |            |            |             |             | Brasil      | 3            |              |              | 16 tháng 8 | 16 tháng 8 | 16 tháng 8    |               |               |              |            |              |              |              |           |           |
|  |               |               | 16 tháng 8    | 16 tháng 8  | 16 tháng 8 |                 |                 |                 |            | Hàn Quốc   | Hàn Quốc       | 0              |                |            |            |             |             |             |              |              |              | 16 tháng 8 | 16 tháng 8 | 16 tháng 8    |               |               |              |            |              |              |              |           |           |
|  |               |               | Séc           | Séc         |            |                 |                 |                 |            |            | Hàn Quốc       | 0              |                |            |            |             |             |             | Brasil       | Brasil       |              |            |            |               |               |               |              |            |              |              |              |           |           |
|  |               |               | Séc           | Séc         |            |                 |                 |                 |            | 13 tháng 8 |                |                |                |            |            |             |             |             | Brasil       | Brasil       |              |            |            |               |               |               |              |            |              |              |              |           |           |
|  |               |               | Thái Lan      | Thái Lan    |            |                 |                 |                 |            |            |                |                |                | Ý          | Ý          |             |             |             |              |              |              |            |            |               |               |               |              |            |              |              |              |           |           |
|  |               |               |               | Thái Lan    |            |                 |                 |                 |            |            | Trung Quốc     | Trung Quốc     | 3              | Ý          | Ý          |             |             |             |              |              |              |            |            |               |               |               |              |            |              |              |              |           |           |
|  |               |               |               |             |            |                 |                 | 15 tháng 8      | 15 tháng 8 | 15 tháng 8 | Trung Quốc     | Trung Quốc     | 3              |            |            |             |             | 15 tháng 8  | 15 tháng 8   | 15 tháng 8   |              |            |            |               |               |               |              |            |              |              |              |           |           |
|  |               |               |               |             |            |                 | Thái Lan        | Thái Lan        | 15 tháng 8 | 15 tháng 8 | 0              |                |                |            |            |             |             | 15 tháng 8  | 15 tháng 8   | 15 tháng 8   |              |            |            |               |               |               |              |            |              |              |              |           |           |
|  |               |               |               |             | Thái Lan   | Thái Lan        | Thái Lan        | Thái Lan        | 3          |            | 0              |                |                |            | Trung Quốc | Trung Quốc  | 0           |             |              |              |              |            |            |               |               |               |              |            |              |              |              |           |           |
|  |               |               |               |             | Thái Lan   | Thái Lan        |                 |                 | 3          | 13 tháng 8 |                |                |                |            | Trung Quốc | Trung Quốc  | 0           |             |              |              |              |            |            |               |               |               |              |            |              |              |              |           |           |
|  |               |               |               |             | Indonesia  | Indonesia       | 0               |                 |            |            |                | Ý              | Ý              | 3          |            |             |             |             |              |              |              |            |            |               |               |               |              |            |              |              |              |           |           |
|  |               |               |               |             |            | Indonesia       | 0               |                 |            |            |                | Ý              | Ý              | 3          | Ý          | Ý           | 3           |             |              |              |              |            |            |               |               |               |              |            |              |              |              |           |           |
|  | 17 tháng 8    | 17 tháng 8    | 17 tháng 8    |             |            |                 |                 |                 |            |            |                |                |                |            | Ý          | Ý           | 3           |             |              |              |              |            |            |               |               |               |              | 17 tháng 8 | 17 tháng 8   | 17 tháng 8   |              |           |           |
|  | 17 tháng 8    | 17 tháng 8    | 17 tháng 8    |             |            |                 |                 | Indonesia       | Indonesia  | 1          |                |                |                |            |            |             |             |             |              |              |              |            |            |               |               |               |              | 17 tháng 8 | 17 tháng 8   | 17 tháng 8   |              |           |           |
|  |               |               |               |             |            |                 |                 |                 | Indonesia  | 1          |                |                |                |            |            |             |             |             |              |              |              |            |            |               |               |               |              |            |              |              |              |           |           |
|  |               |               |               |             |            |                 | 13 tháng 8      |                 |            |            |                |                |                |            |            |             |             |             |              |              |              |            |            |               |               |               |              |            |              |              |              |           |           |
|  |               |               |               |             |            |                 |                 |                 |            |            |                |                |                |            |            |             |             |             |              |              |              |            |            |               |               |               |              |            |              |              |              |           |           |
|  |               |               |               |             |            |                 | Ba Lan          | Ba Lan          | 3          |            |                |                |                |            |            |             |             |             |              |              |              |            |            |               |               |               |              |            |              |              |              |           |           |
|  |               |               |               |             |            |                 | Ba Lan          | Ba Lan          | 3          |            | 15 tháng 8     | 15 tháng 8     | 15 tháng 8     |            |            |             |             | 15 tháng 8  | 15 tháng 8   | 15 tháng 8   |              |            |            |               |               |               |              |            |              |              |              |           |           |
|  |               |               |               |             |            |                 | Puerto Rico     | Puerto Rico     | 0          |            | 15 tháng 8     | 15 tháng 8     | 15 tháng 8     |            |            |             |             | 15 tháng 8  | 15 tháng 8   | 15 tháng 8   |              |            |            |               |               |               |              |            |              |              |              |           |           |
|  | Tranh hạng 11 | Tranh hạng 11 | Tranh hạng 11 |             |            |                 | Puerto Rico     | Puerto Rico     | 0          |            | Puerto Rico    | Puerto Rico    | 0              |            |            |             |             | Ba Lan      | Ba Lan       | 1            |              |            |            |               | Tranh hạng 3  | Tranh hạng 3  | Tranh hạng 3 |            |              |              |              |           |           |
|  | Tranh hạng 11 | Tranh hạng 11 | Tranh hạng 11 |             |            |                 |                 |                 |            | 13 tháng 8 | Puerto Rico    | Puerto Rico    | 0              |            |            |             |             | Ba Lan      | Ba Lan       | 1            |              |            |            |               | Tranh hạng 3  | Tranh hạng 3  | Tranh hạng 3 |            |              |              |              |           |           |
|  | 17 tháng 8    | 17 tháng 8    | 17 tháng 8    |             |            |                 |                 | Hoa Kỳ          | Hoa Kỳ     | 3          |                |                |                |            | Bulgaria   | Bulgaria    | 3           |             |              |              |              | 17 tháng 8 | 17 tháng 8 | 17 tháng 8    |               |               |              |            |              |              |              |           |           |
|  | 17 tháng 8    | 17 tháng 8    | 17 tháng 8    |             |            |                 |                 |                 | Hoa Kỳ     | 3          |                |                |                |            | Bulgaria   | Bulgaria    | 3           | Hoa Kỳ      | Hoa Kỳ       | 0            |              | 17 tháng 8 | 17 tháng 8 | 17 tháng 8    |               |               |              |            |              |              |              |           |           |
|  |               |               |               |             |            | 16 tháng 8      | 16 tháng 8      | 16 tháng 8      |            |            |                |                |                |            |            |             |             | Hoa Kỳ      | Hoa Kỳ       | 0            |              |            |            |               |               | 16 tháng 8    | 16 tháng 8   | 16 tháng 8 |              |              |              |           |           |
|  |               |               |               |             |            | 16 tháng 8      | 16 tháng 8      | 16 tháng 8      |            | Bulgaria   | Bulgaria       | 3              |                |            |            |             |             |             |              |              |              |            |            |               |               | 16 tháng 8    | 16 tháng 8   | 16 tháng 8 |              |              |              |           |           |
|  |               |               |               |             |            | Hoa Kỳ          | Hoa Kỳ          |                 |            | Bulgaria   | Bulgaria       | 3              |                |            |            |             |             |             |              |              |              |            | Bulgaria   | Bulgaria      |               |               |              |            |              |              |              |           |           |
|  |               |               |               |             |            | Hoa Kỳ          | Hoa Kỳ          | 13 tháng 8      |            |            |                |                |                |            |            |             |             |             |              |              |              |            | Bulgaria   | Bulgaria      |               |               |              |            |              |              |              |           |           |
|  |               |               |               |             |            | Croatia         | Croatia         |                 |            |            |                |                |                |            |            |             | Nhật Bản    | Nhật Bản    |              |              |              |            |            |               |               |               |              |            |              |              |              |           |           |
|  |               |               |               |             |            | Croatia         | Croatia         |                 | Nhật Bản   | Nhật Bản   | 3              |                |                |            |            |             | Nhật Bản    | Nhật Bản    |              |              |              |            |            |               |               |               |              |            |              |              |              |           |           |
|  |               |               |               |             |            |                 |                 | 15 tháng 8      | 15 tháng 8 | 15 tháng 8 | 3              |                |                |            |            | 15 tháng 8  | 15 tháng 8  | 15 tháng 8  |              |              |              |            |            |               |               |               |              |            |              |              |              |           |           |
|  |               |               |               |             |            |                 | Croatia         | Croatia         | 15 tháng 8 | 15 tháng 8 | 1              |                |                |            |            | 15 tháng 8  | 15 tháng 8  | 15 tháng 8  |              |              |              |            |            |               |               |               |              |            |              |              |              |           |           |
|  | Tranh hạng 13 | Tranh hạng 13 | Tranh hạng 13 |             |            | Phân hạng 13–16 | Phân hạng 13–16 | Phân hạng 13–16 |            |            | 1              | Croatia        | Croatia        | 3          |            |             |             |             | Nhật Bản     | Nhật Bản     | 3            |            |            | Phân hạng 5–8 | Phân hạng 5–8 | Phân hạng 5–8 |              |            | Tranh hạng 5 | Tranh hạng 5 | Tranh hạng 5 |           |           |
|  | Tranh hạng 13 | Tranh hạng 13 | Tranh hạng 13 |             |            | Phân hạng 13–16 | Phân hạng 13–16 | Phân hạng 13–16 | 13 tháng 8 |            |                | Croatia        | Croatia        | 3          |            |             |             |             | Nhật Bản     | Nhật Bản     | 3            |            |            | Phân hạng 5–8 | Phân hạng 5–8 | Phân hạng 5–8 |              |            | Tranh hạng 5 | Tranh hạng 5 | Tranh hạng 5 |           |           |
|  |               |               |               |             |            | 16 tháng 8      | 16 tháng 8      | 16 tháng 8      |            |            | Serbia         | Serbia         | 0              |            |            |             |             | Thổ Nhĩ Kỳ  | Thổ Nhĩ Kỳ   | 0            |              |            | 16 tháng 8 | 16 tháng 8    | 16 tháng 8    |               |              |            |              |              |              |           |           |
|  |               |               |               |             |            | 16 tháng 8      | 16 tháng 8      | 16 tháng 8      |            | Serbia     | Serbia         | Serbia         | 0              | 0          |            |             |             | Thổ Nhĩ Kỳ  | Thổ Nhĩ Kỳ   | 0            |              |            | 16 tháng 8 | 16 tháng 8    | 16 tháng 8    |               |              |            |              |              |              |           |           |
|  |               |               | Hàn Quốc      | Hàn Quốc    |            |                 |                 |                 |            |            | Serbia         |                |                | 0          |            |             |             |             |              |              |              | Argentina  | Argentina  |               |               |               |              |            |              |              |              |           |           |
|  | 17 tháng 8    | 17 tháng 8    | 17 tháng 8    | Hàn Quốc    |            |                 |                 |                 |            |            | Thổ Nhĩ Kỳ     | Thổ Nhĩ Kỳ     | 3              |            |            |             |             |             |              | 17 tháng 8   | 17 tháng 8   | 17 tháng 8 | Argentina  |               |               |               |              |            |              |              |              |           |           |
|  | 17 tháng 8    | 17 tháng 8    | 17 tháng 8    |             |            | Indonesia       | Indonesia       |                 |            |            | Thổ Nhĩ Kỳ     | Thổ Nhĩ Kỳ     | 3              |            |            |             |             |             |              | 17 tháng 8   | 17 tháng 8   | 17 tháng 8 |            |               |               | Trung Quốc    | Trung Quốc   |            |              |              |              |           |           |
|  |               |               |               |             |            | Indonesia       | Indonesia       |                 |            |            |                |                |                |            |            |             |             |             |              |              |              |            |            |               |               | Trung Quốc    | Trung Quốc   |            |              |              |              |           |           |
|  |               |               | 16 tháng 8    | 16 tháng 8  | 16 tháng 8 |                 |                 |                 |            |            |                |                |                | 16 tháng 8 | 16 tháng 8 | 16 tháng 8  |             |             |              |              |              |            |            |               |               |               |              |            |              |              |              |           |           |
|  |               |               | 16 tháng 8    | 16 tháng 8  | 16 tháng 8 |                 |                 |                 |            |            |                |                |                | 16 tháng 8 | 16 tháng 8 | 16 tháng 8  |             |             |              |              |              |            |            |               |               |               |              |            |              |              |              |           |           |
|  |               |               | Puerto Rico   | Puerto Rico |            |                 |                 |                 |            |            |                |                |                | Ba Lan     | Ba Lan     |             |             |             |              |              |              |            |            |               |               |               |              |            |              |              |              |           |           |
|  |               |               |               | Puerto Rico |            |                 |                 |                 |            |            |                |                |                | Ba Lan     | Ba Lan     |             |             |             |              |              |              |            |            |               |               |               |              |            |              |              |              |           |           |
|  |               |               | Serbia        | Serbia      |            |                 |                 |                 |            |            |                |                |                | Thổ Nhĩ Kỳ | Thổ Nhĩ Kỳ |             |             |             |              |              |              |            |            |               |               |               |              |            |              |              |              |           |           |
|  | Tranh hạng 15 | Tranh hạng 15 | Tranh hạng 15 | Serbia      |            |                 |                 |                 |            |            |                |                |                | Thổ Nhĩ Kỳ | Thổ Nhĩ Kỳ |             |             |             | Tranh hạng 7 | Tranh hạng 7 | Tranh hạng 7 |            |            |               |               |               |              |            |              |              |              |           |           |
|  | Tranh hạng 15 | Tranh hạng 15 | Tranh hạng 15 |             |            |                 |                 |                 |            |            |                |                |                |            |            |             |             |             |              | Tranh hạng 7 | Tranh hạng 7 |            |            |               |               |               |              |            |              |              |              |           |           |
|  | 17 tháng 8    | 17 tháng 8    | 17 tháng 8    |             |            |                 |                 |                 |            |            |                |                |                |            |            | 17 tháng 8  | 17 tháng 8  | 17 tháng 8  |              |              |              |            |            |               |               |               |              |            |              |              |              |           |           |
|  | 17 tháng 8    | 17 tháng 8    | 17 tháng 8    |             |            |                 |                 |                 |            |            |                |                |                |            |            | 17 tháng 8  | 17 tháng 8  | 17 tháng 8  |              |              |              |            |            |               |               |               |              |            |              |              |              |           |           |
|  |               |               |               |             |            |                 |                 |                 |            |            |                |                |                |            |            |             |             |             |              |              |              |            |            |               |               |               |              |            |              |              |              |           |           |
|  |               |               |               |             |            |                 |                 |                 |            |            |                |                |                |            |            |             |             |             |              |              |              |            |            |               |               |               |              |            |              |              |              |           |           |
|  |               |               |               |             |            |                 |                 |                 |            |            |                |                |                |            |            |             |             |             |              |              |              |            |            |               |               |               |              |            |              |              |              |           |           |
|  |               |               |               |             |            |                 |                 |                 |            |            |                |                |                |            |            |             |             |             |              |              |              |            |            |               |               |               |              |            |              |              |              |           |           |

#### Vòng 16 đội
| Ngày       | Giờ   |            | Tỷ số |             | Set 1 | Set 2 | Set 3 | Set 4 | Set 5 | Tổng  | Nguồn     |
| ---------- | ----- | ---------- | ----- | ----------- | ----- | ----- | ----- | ----- | ----- | ----- | --------- |
| 13 tháng 8 | 10:00 | Trung Quốc | 3–0   | Thái Lan    | 25–15 | 25–18 | 25–19 |       |       | 75–52 | P2 Report |
| 13 tháng 8 | 13:00 | Brasil     | 3–0   | Hàn Quốc    | 25–23 | 25–17 | 25–17 |       |       | 75–57 | P2 Report |
| 13 tháng 8 | 13:00 | Argentina  | 3–0   | Séc         | 25–15 | 25–13 | 25–19 |       |       | 75–47 | P2 Report |
| 13 tháng 8 | 16:00 | Serbia     | 0–3   | Thổ Nhĩ Kỳ  | 14–25 | 23–25 | 10–25 |       |       | 47–75 | P2 Report |
| 13 tháng 8 | 16:00 | Hoa Kỳ     | 0–3   | Bulgaria    | 23–25 | 16–25 | 15–25 |       |       | 54–75 | P2 Report |
| 13 tháng 8 | 19:00 | Ý          | 3–1   | Indonesia   | 25–12 | 25–19 | 21–25 | 25–13 |       | 96–69 | P2 Report |
| 13 tháng 8 | 19:00 | Nhật Bản   | 3–1   | Croatia     | 25–16 | 22–25 | 25–17 | 25–17 |       | 97–75 | P2 Report |
| 13 tháng 8 | 21:30 | Ba Lan     | 3–0   | Puerto Rico | 25–15 | 25–16 | 25–13 |       |       | 75–44 | P2 Report |

#### Phân hạng 9–16
| Ngày       | Giờ   |           | Tỷ số |             | Set 1 | Set 2 | Set 3 | Set 4 | Set 5 | Tổng  | Nguồn     |
| ---------- | ----- | --------- | ----- | ----------- | ----- | ----- | ----- | ----- | ----- | ----- | --------- |
| 15 tháng 8 | 09:00 | Hàn Quốc  | 1–3   | Séc         | 22–25 | 22–25 | 26–24 | 20–25 |       | 90–99 | P2 Report |
| 15 tháng 8 | 14:00 | Hoa Kỳ    | 3–0   | Puerto Rico | 25–23 | 25–18 | 25–16 |       |       | 75–57 | P2 Report |
| 15 tháng 8 | 17:00 | Serbia    | 0–3   | Croatia     | 23–25 | 18–25 | 18–25 |       |       | 59–75 | Report    |
| 15 tháng 8 | 20:00 | Indonesia | 0–3   | Thái Lan    | 24–26 | 19–25 | 22–25 |       |       | 65–76 | Report    |

#### Tứ kết
| Ngày       | Giờ   |            | Tỷ số |            | Set 1 | Set 2 | Set 3 | Set 4 | Set 5 | Tổng  | Nguồn     |
| ---------- | ----- | ---------- | ----- | ---------- | ----- | ----- | ----- | ----- | ----- | ----- | --------- |
| 15 tháng 8 | 09:00 | Brasil     | 3–0   | Argentina  | 25–19 | 25–18 | 25–14 |       |       | 75–51 | P2 Report |
| 15 tháng 8 | 14:00 | Bulgaria   | 3–1   | Ba Lan     | 25–23 | 22–25 | 25–23 | 25–18 |       | 97–89 | P2 Report |
| 15 tháng 8 | 17:00 | Ý          | 3–0   | Trung Quốc | 25–23 | 25–19 | 25–15 |       |       | 75–57 | Report    |
| 15 tháng 8 | 20:00 | Thổ Nhĩ Kỳ | 0–3   | Nhật Bản   | 23–25 | 21–25 | 20–25 |       |       | 64–75 | Report    |

#### Phân hạng 13–16
| Ngày       | Giờ   |             | Tỷ số |           | Set 1 | Set 2 | Set 3 | Set 4 | Set 5 | Tổng | Nguồn  |
| ---------- | ----- | ----------- | ----- | --------- | ----- | ----- | ----- | ----- | ----- | ---- | ------ |
| 16 tháng 8 | 10:00 | Hàn Quốc    | –     | Indonesia | –     | –     | –     |       |       | 0–0  | Report |
| 16 tháng 8 | 13:00 | Puerto Rico | –     | Serbia    | –     | –     | –     |       |       | 0–0  | Report |

#### Phân hạng 9–12
| Ngày       | Giờ   |        | Tỷ số |          | Set 1 | Set 2 | Set 3 | Set 4 | Set 5 | Tổng | Nguồn  |
| ---------- | ----- | ------ | ----- | -------- | ----- | ----- | ----- | ----- | ----- | ---- | ------ |
| 16 tháng 8 | 16:00 | Séc    | –     | Thái Lan | –     | –     | –     |       |       | 0–0  | Report |
| 16 tháng 8 | 19:00 | Hoa Kỳ | –     | Croatia  | –     | –     | –     |       |       | 0–0  | Report |

#### Phân hạng 5–8
| Ngày       | Giờ   |           | Tỷ số |            | Set 1 | Set 2 | Set 3 | Set 4 | Set 5 | Tổng | Nguồn  |
| ---------- | ----- | --------- | ----- | ---------- | ----- | ----- | ----- | ----- | ----- | ---- | ------ |
| 16 tháng 8 | 10:00 | Argentina | –     | Trung Quốc | –     | –     | –     |       |       | 0–0  | Report |
| 16 tháng 8 | 13:00 | Ba Lan    | –     | Thổ Nhĩ Kỳ | –     | –     | –     |       |       | 0–0  | Report |

#### Bán kết
| Ngày       | Giờ   |          | Tỷ số |          | Set 1 | Set 2 | Set 3 | Set 4 | Set 5 | Tổng | Nguồn  |
| ---------- | ----- | -------- | ----- | -------- | ----- | ----- | ----- | ----- | ----- | ---- | ------ |
| 16 tháng 8 | 16:00 | Brasil   | –     | Ý        | –     | –     | –     |       |       | 0–0  | Report |
| 16 tháng 8 | 19:00 | Bulgaria | –     | Nhật Bản | –     | –     | –     |       |       | 0–0  | Report |

#### Tranh hạng 15
| Ngày       | Giờ   |  | Tỷ số |  | Set 1 | Set 2 | Set 3 | Set 4 | Set 5 | Tổng | Nguồn  |
| ---------- | ----- |  | ----- |  | ----- | ----- | ----- | ----- | ----- | ---- | ------ |
| 17 tháng 8 | 10:00 |  | –     |  | –     | –     | –     |       |       | 0–0  | Report |

#### Tranh hạng 13
| Ngày       | Giờ   |  | Tỷ số |  | Set 1 | Set 2 | Set 3 | Set 4 | Set 5 | Tổng | Nguồn  |
| ---------- | ----- |  | ----- |  | ----- | ----- | ----- | ----- | ----- | ---- | ------ |
| 17 tháng 8 | 13:00 |  | –     |  | –     | –     | –     |       |       | 0–0  | Report |

#### Tranh hạng 11
| Ngày       | Giờ   |  | Tỷ số |  | Set 1 | Set 2 | Set 3 | Set 4 | Set 5 | Tổng | Nguồn  |
| ---------- | ----- |  | ----- |  | ----- | ----- | ----- | ----- | ----- | ---- | ------ |
| 17 tháng 8 | 16:00 |  | –     |  | –     | –     | –     |       |       | 0–0  | Report |

#### Tranh hạng 9
| Ngày       | Giờ   |  | Tỷ số |  | Set 1 | Set 2 | Set 3 | Set 4 | Set 5 | Tổng | Nguồn  |
| ---------- | ----- |  | ----- |  | ----- | ----- | ----- | ----- | ----- | ---- | ------ |
| 17 tháng 8 | 19:00 |  | –     |  | –     | –     | –     |       |       | 0–0  | Report |

#### Tranh hạng 7
| Ngày       | Giờ   |  | Tỷ số |  | Set 1 | Set 2 | Set 3 | Set 4 | Set 5 | Tổng | Nguồn  |
| ---------- | ----- |  | ----- |  | ----- | ----- | ----- | ----- | ----- | ---- | ------ |
| 17 tháng 8 | 10:00 |  | –     |  | –     | –     | –     |       |       | 0–0  | Report |

#### Tranh hạng 5
| Ngày       | Giờ   |  | Tỷ số |  | Set 1 | Set 2 | Set 3 | Set 4 | Set 5 | Tổng | Nguồn  |
| ---------- | ----- |  | ----- |  | ----- | ----- | ----- | ----- | ----- | ---- | ------ |
| 17 tháng 8 | 13:00 |  | –     |  | –     | –     | –     |       |       | 0–0  | Report |

#### Tranh hạng 3
| Ngày       | Giờ   |  | Tỷ số |  | Set 1 | Set 2 | Set 3 | Set 4 | Set 5 | Tổng | Nguồn  |
| ---------- | ----- |  | ----- |  | ----- | ----- | ----- | ----- | ----- | ---- | ------ |
| 17 tháng 8 | 16:00 |  | –     |  | –     | –     | –     |       |       | 0–0  | Report |

#### Chung kết
| Ngày       | Giờ   |  | Tỷ số |  | Set 1 | Set 2 | Set 3 | Set 4 | Set 5 | Tổng | Nguồn  |
| ---------- | ----- |  | ----- |  | ----- | ----- | ----- | ----- | ----- | ---- | ------ |
| 17 tháng 8 | 19:00 |  | –     |  | –     | –     | –     |       |       | 0–0  | Report |

## Vụ việc liên quan
Ngày 12 tháng 8, hai vận động viên trụ cột của Đội tuyển bóng chuyền nữ U-21 quốc gia Việt Nam (gồm Đặng Thị Hồng và Nguyễn Phương Quỳnh) bị ban tổ chức lấy mẫu máu, nước tiểu và yêu bổ sung giấy tờ khai sinh. Hai cầu thủ này đều không thi đấu ở lượt trận cuối vòng bảng với Puerto Rico. Tờ Thairath dẫn lời một phóng viên của đội nữ U-21 Thái Lan cho biết hai nữ vận động viên trên bị kiểm tra giới tính. Cũng theo tờ báo này, có thông tin cho rằng lí do kiểm tra là có đơn khiếu nại từ một đội cùng bảng đấu với Việt Nam. Tối cùng ngày (theo giờ UTC+07:00), Liên đoàn bóng chuyền Việt Nam phủ nhận việc kiểm tra giới tính và khẳng định vẫn đăng kí 2 vận động viên trên thi đấu các trận sau đó.
Khoảng 0 giờ ngày 13 tháng 8 (UTC+07:00), FIVB đã đưa ra thông cáo cho biết đã có những lo ngại về việc Việt Nam sử dụng một cầu thủ không đủ điều kiện thi đấu và sau khi điều tra, FIVB đã kết luận vận động viên của này không đủ điều kiện thi đấu. Kết quả 4 trận đấu vận động viên này có tham gia đều bị hủy bỏ, khiến Việt Nam bị loại khỏi vòng 16 đội và phải thi đấu các trận để phân định thứ hạng 17–24. Ở trận gặp Ai Cập ngày 13 tháng 8, Nguyễn Phương Quỳnh đã được thi đấu trở lại.

## Xếp hạng chung cuộc
| Hạng | Đội |
| ---- | --- |
| 1    |     |
| 2    |     |
| 3    |     |
| 4    |     |
| 5    |     |
| 6    |     |
| 7    |     |
| 8    |     |
| 9    |     |
| 10   |     |
| 11   |     |
| 12   |     |
| 13   |     |
| 14   |     |
| 15   |     |
| 16   |     |
| 17   |     |
| 18   |     |
| 19   |     |
| 20   |     |
| 21   |     |
| 22   |     |
| 23   |     |
| 24   |     |

|  | Giành quyền tham dự Giải vô địch bóng chuyền nữ U-21 thế giới 2027 |